# Parachutisme militaire

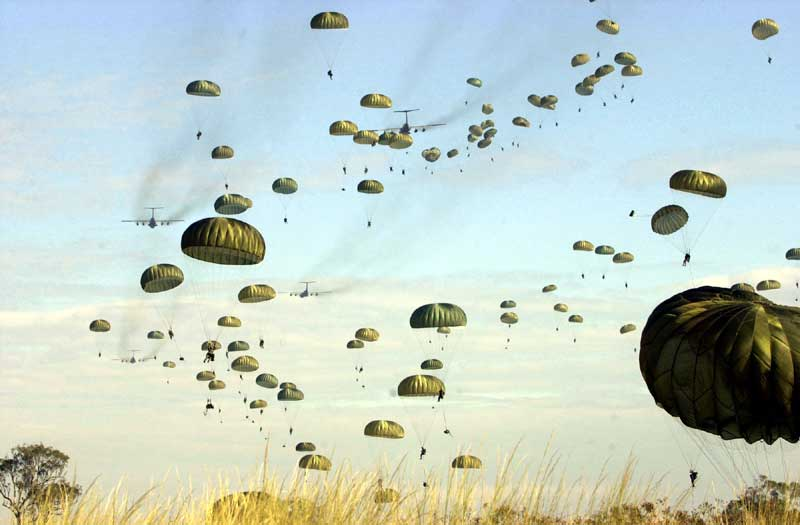
Soldats américains largués par des C-141 Starlifter en Australie en 2001 lors d'un entraînement.

Le parachutisme militaire est la technique consistant à mettre en place au sol, par parachute, du personnel, du matériel ou des approvisionnements dans le cadre d'opérations militaires. L'utilisation du parachute comme moyen de secours n'entre pas dans ce cadre.

## Historique
Pendant la Première Guerre mondiale, le parachute est utilisé par des aérostiers (observateurs installés dans les nacelles des ballons captifs). Ils en disposent à partir de 1915, après la perte de plusieurs ballons lors de l'offensive d'automne du général Joffre en Champagne, sur proposition de deux officiers de l'aérostation : le lieutenant Jumesch et le capitaine Letourneur. Un prototype avait été essayé par le lieutenant Jean Ors, en 1914, puis par Constant Duclos, un fusilier marin, en 1915. Aucun pilote d'avion n'en fut équipé avant 1918, période à laquelle les Allemands, seuls, commencent à l'employer. À la fin de cette guerre, les Alliés eurent l'idée d'employer le parachute pour déplacer une unité militaire. Les premiers essais pratiques eurent lieu à partir de 1930, en Union soviétique. Au milieu de la décennie, l'Allemagne s'y intéressa également, tandis que la France, sous l'impulsion de Pierre Cot envoie plusieurs missions en URSS qui concluent à l'intérêt d'une "infanterie de l'air".

## Caractéristiques
Le parachutage peut se faire de jour comme de nuit ; la contrainte principale étant la vitesse du vent.
Le parachutisme militaire distingue :
- le parachutage humain avec ouverture automatique ;
- le parachutage humain avec ouverture commandée ;
- le parachutage de matériel et d'approvisionnement.

### Parachutage humain avec ouverture automatique

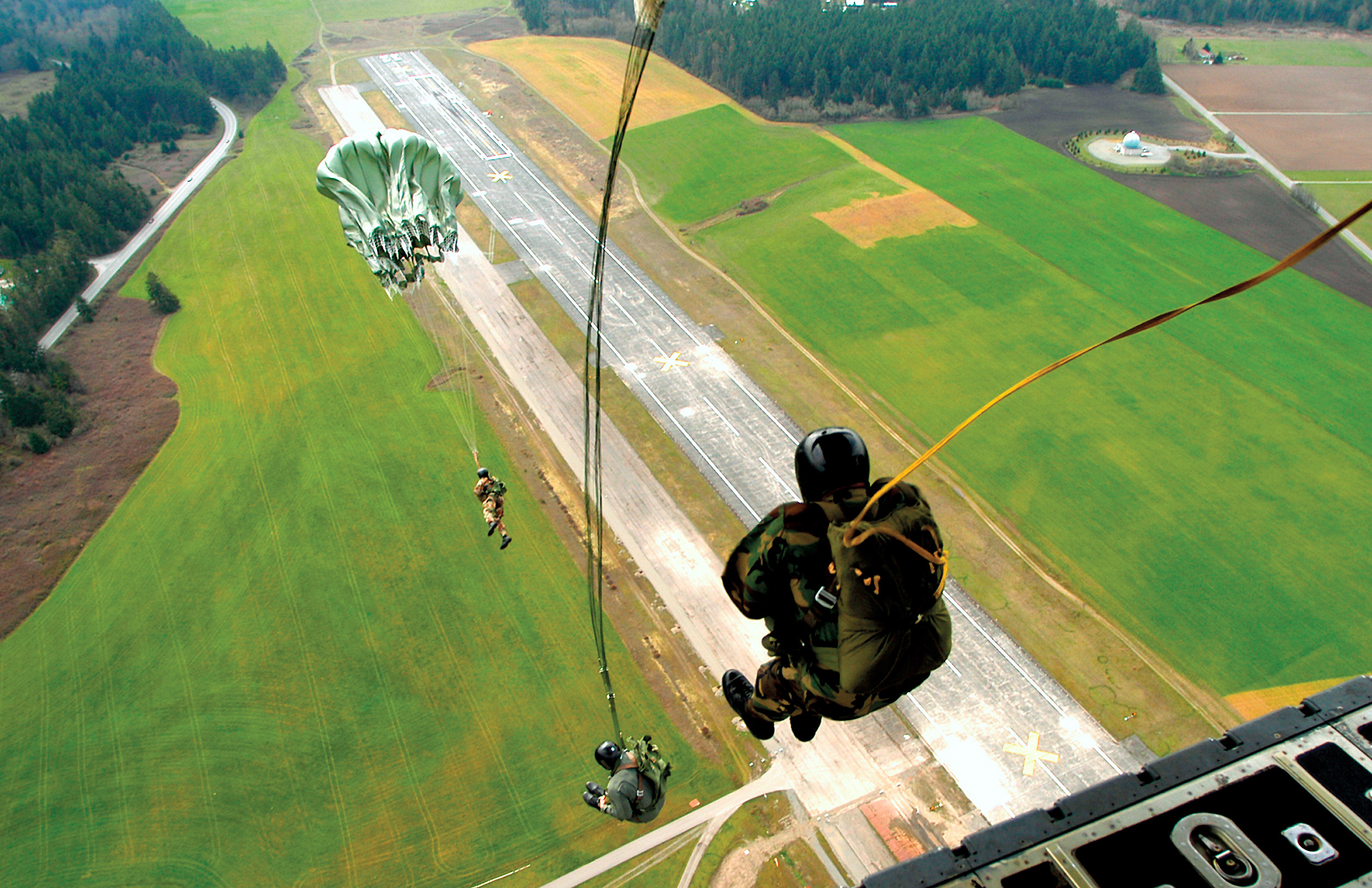
Sauts de soldats américains, par l'arrière d'un avion Hercules C-130, avec ouverture automatique, lors d'un exercice aux États-Unis en 2004.

Largage de parachutistes militaires

### Concept
Les parachutistes accrochent la sangle d'ouverture automatique (SOA) de leur parachute à un point fixe ou à un câble de l'aéronef (avion, hélicoptère ou parfois, pour l'entraînement, ballon). Lors du saut, la sangle se délove et tire le parachute hors de son sac. Lorsque le parachute est complètement sorti du sac la coupole peut s'ouvrir. La SOA et le sac à voile pendent alors par la portière et sont ramenés à l'intérieur par un treuil.
À noter qu'il arrive que le déploiement se réalise mal et que le parachutiste reste accroché à l'avion par la SOA. Dans ce cas il peut être ramené à l'intérieur de l'aéronef par le treuil ou la SOA est coupée par le largueur et le parachutiste utilise son ventral.
Cette technique permet le largage en masse. On peut ainsi, à partir d'un C-141, larguer en un seul passage 120 hommes (60 par porte) pour autant que la zone de saut soit assez grande. La file des parachutistes se succédant par la même porte est appelée « stick » ; en France le terme utilisé est « câble ». Ces câbles sont dénommés A, B, C, ou D lorsqu'il y a quatre câbles dans l'avion, comme dans le Transall C160 ou l'Hercules C130. Les parachutistes accrochés aux câbles A et B sortent par la portière gauche de l'avion, ceux accrochés aux câbles C et D par la portière droite.
Le saut peut également se faire, en dehors des portes latérales, par l'ouverture de la rampe d'accès de l'avion ou « tranche arrière » ; mais cette technique est assez rare pour le saut en automatique (elle est surtout utilisée par les commandos pour des opérations d'infiltration ou d'exfiltrations ou de destruction de cibles bien précises ne pouvant être détruite par les moyens conventionnels).

### Le parachute

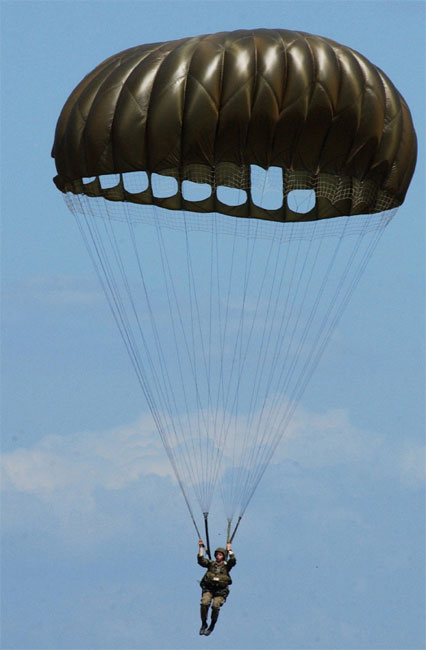
Ce parachutiste militaire de l'USMC utilise le modèle de parachute T10-MC1-1C en service depuis 1986 dont les premières versions ont été conçues par Irvin dans les années 1950.

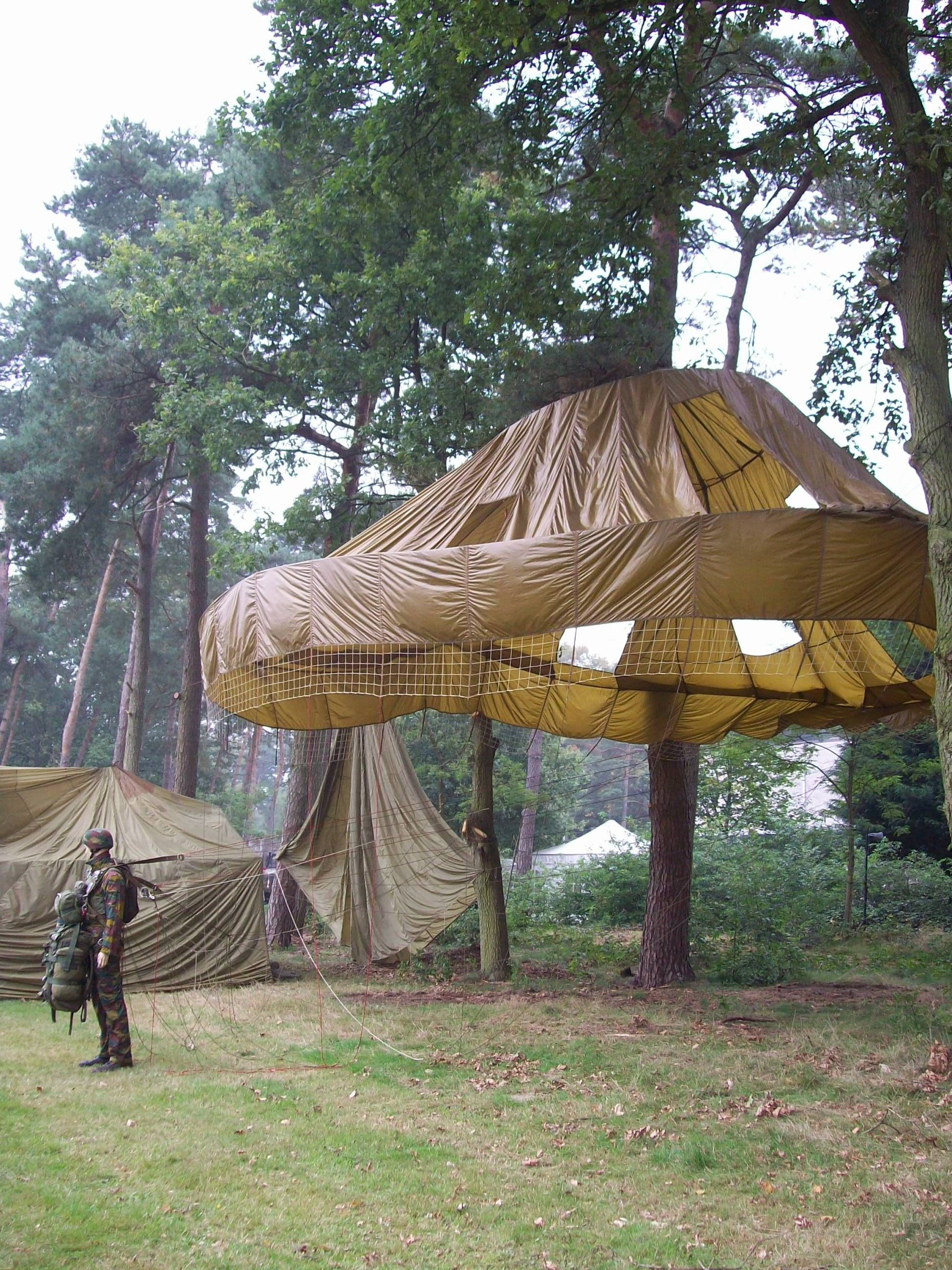
Parachute EPC utilisé par les para-commandos belges depuis 2011, masse du dorsal 15.2 kg.

En fait, il y a normalement deux parachutes. Le parachute principal dit « dorsal » (car placé sur le dos) et un parachute de secours appelé « réserve » ou « ventral ». Dans l'armée française, ce ventral est le TAP 511, parachute semi-automatique, doté d'un dispositif d'aide au déploiement qui permet de placer la voilure hors du sillage du parachutiste dans les cas critique où la voile dorsale n'a pas été extraite ou en cas d'accident sous voile.
Selon le type, le parachute dorsal a une masse de 11 à 14 kg avec une voilure de 70 à 90 m2 soit, ouvert, un diamètre de 7 à 10 m. Le parachute de réserve pèse 5 à 6 kg, s'accroche sur le harnais du dorsal et a une surface d'environ 50 m2.
Le TAP 696-26 pèse 13,50 kg, a une superficie de 74 m2, un temps d'ouverture pour 130 kg à 130 nœuds de 4 secondes, une vitesse verticale pour 80 kg de 4,8 mètres/seconde (m/s) et pour 130 kg de 6 m/s.
Le TAP 672-12 pèse 11,55 kg, a une superficie de 74 m2, un temps d'ouverture pour 130 kg à 130 nœuds de 3,4 secondes, une vitesse verticale pour 80 kg de 5,2 m/s et pour 130 kg de 6,6 m/s.
Les parachutes utilisés sont de type hémisphériques (ronds) car ils ne sont pas ou peu directionnels à l'ouverture. Étant donné la proximité des parachutes lors de la sortie, il est souhaitable qu'ils se déplacent tous initialement dans le même sens (celui du vent) afin d'éviter des accrochages.
Certains parachutes sont munis d'une fente et ont une faible vitesse horizontale. Le parachutiste doit alors réagir rapidement à l'ouverture pour contrôler sa direction. Le parachute américain T10 a un comportement neutre et a une vitesse verticale de 5,6 m/s, 
Les T-10 modèles MC1-1B/C et D sont manœuvrables lors de la descente, grâce à leurs fenêtres à l’arrière de la voile, et les steering lines (commandes fixées aux élévateurs) permettant au parachute de tourner pour utiliser le vent, les MC1 (Modified canopy) ont une vitesse horizontale de 3 m/s soit 11 km/h, et 4,7 m/s de vitesse verticale. Les parachutes manœuvrables permettent d'éviter plus facilement les obstacles à l'atterrissage.
Depuis 1980, en remplacement du parachute de type 672-12, l'armée française a mis au point et utilise le parachute de type 696-26 dit « EPI » (Ensemble de parachutage individuel). La voilure de 74 m2 est normalement neutre mais, quand elle est sollicitée par l'intermédiaire des poignées sur les élévateurs, elle peut acquérir une vitesse horizontale de 2 à 3 m/s. Une gaine amovible a été prévue pour protéger le matériel emporté lors du saut.
À la même époque, l'armée allemande développe le T3-F. Ce système comporte, pour chaque homme, trois parachutes de 36 m2 qui s'ouvrent simultanément. Vu l'improbabilité qu'aucun des trois parachutes ne s'ouvre, le réserve devenait inutile et le largage pouvait se faire à la hauteur de 80 mètres ; un accident mortel a mis fin à ce projet.

### Le parachutiste militaire

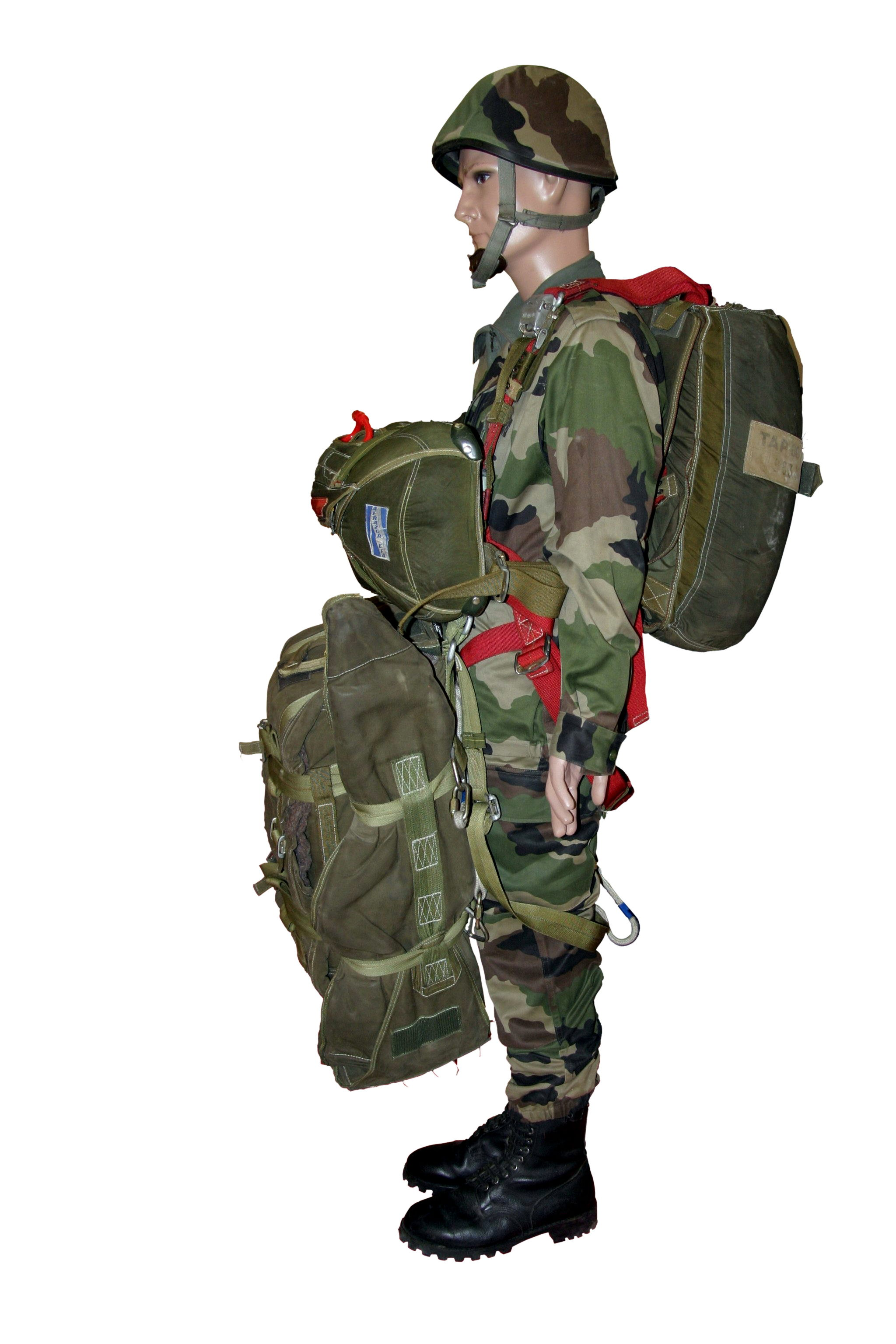
Mannequin d'un parachutiste français équipé en EPI et gaine EL-32 et EL-33.

En plus de ses parachutes (20 kg), le parachutiste militaire est chargé de son arme et de son sac. Les sacs très lourds ou les armes encombrantes (mitrailleuses) sont placées dans une gaine.
En France, les gaines les plus fréquentes sont :
1) La gaine EL32 qui contient le sac à dos avec le matériel nécessaire à la mission. Sur cette gaine est fixée un fourreau EL33 qui contient le FAMAS ou le fourreau EL 34 qui peut contenir une arme automatique, un lance-roquette anti-char ou un fusil de tireur d'élite. Cette gaine EL32 associée au fourreau ne doit pas excéder 40 kg.
Elle se porte sous le ventral, elle est largable par un dispositif de suspension et un système de désagrafage rapide. Elle est suspendue après délestage au harnais du parachutiste par une corde de délestage de 6 mètres de long ; ceci afin de réduire le poids et l'encombrement au moment de l'atterrissage.
2) La gaine EL20, plus importante que l'EL32, est utilisée surtout par les chuteurs opérationnels car elle peut contenir plus de matériels que l'EL32.
Il n'est pas rare que le parachutiste militaire se retrouve avec 50 kg sur le dos (parachutes + équipement) lorsqu'il monte dans l'avion. Dans le jargon parachutiste, un saut sans équipement s'appelle « saut de sénateur » ou « à poil »[réf. nécessaire] !
Le premier parachutiste d'une file (stick ou câble) peut être précédé d'un colis parachuté de 50 à 80 kg. Ce parachutiste est chargé de localiser le colis à l'atterrissage. De manière similaire, un colis peut être également largué à la suite du dernier homme.

### La descente

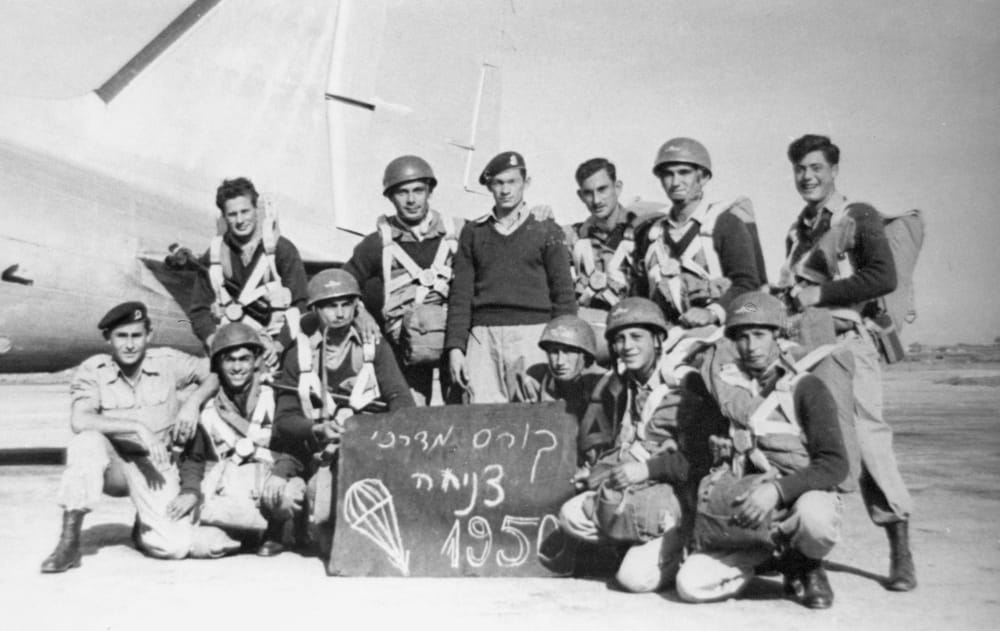
Cours d'instructeurs de parachutisme, classe B, 1950. Debout de droite à gauche : Nissim Gaon, Haim Heinrich, Zev Bashitz, Shmuel Sami Raphael, Peter Koon, Zev Fisher. A genoux : Georgi Perlos (Dar), Moshe Ben Ozilio (Ben Oz), Simcha Levy et enfin : Zvi Zucker. Le symbole du parachute ailé était également imprimé sur les bérets.

La vitesse de l'avion lors du largage est de l'ordre de 200 km/h ce qui, pour un délai d'une seconde entre deux hommes, se traduit par un écart de 50 m une fois le parachute ouvert. Dans le cas d'un avion doté de deux portes, le saut opérationnel se fait simultanément par les deux portes, ce qui fait que l'écart théorique entre deux parachutistes est de l'ordre de 25 m. En pratique, il y a parfois des collisions et les parachutistes militaires sont entraînés à les éviter ou à y faire face.
La vitesse de descente est de 5 à 6 m/s (8 avec uniquement le parachute de réserve). La vitesse de descente ne correspond toutefois pas à la vitesse d'atterrissage car il faut tenir compte également de la vitesse du vent. Ainsi la vitesse d'atterrissage peut varier entre 18 km/h (vent nul) et 34 km/h (vent de 30 km/h).
La hauteur de largage normale est de 400 m. L'abaissement, c'est-à-dire la perte de hauteur nécessaire à l'ouverture du parachute est de 50 m. La durée de la descente est de moins d'une minute. Dans certaines situations opérationnelles, le largage peut s'effectuer à 200 m mais l'utilisation du parachute de secours en cas de dysfonctionnement devient alors aléatoire.
L'utilisation de l'arme pendant la descente relève de la fiction cinématographique. La durée du saut (moins de 50 secondes), la nécessité de manipuler la voilure pour éviter les accrochages et pour préparer l'atterrissage, le peu d'efficacité et même le danger que poserait pour les autres parachutistes l'utilisation de l'arme pendant la descente proscrivent cette pratique. Toutefois, il peut être utile, pour le parachutiste, de disposer rapidement de son arme après l'atterrissage.

### La zone de saut
Le largage en masse de parachutistes requiert certaines conditions de terrain. Les zones de saut ou de largage appelées DZ (de l'anglais Dropping Zone) doivent être suffisamment étendues et ne pas comporter trop d'obstacles (lignes à haute tension, arbres, bâtiments, plans d'eau profonds…). La longueur de la DZ dépend de la longueur du stick (nombre de parachutistes sortant en un passage par une porte). Ainsi, pour un C-130 larguant ses 60 parachutistes (2 sticks/câbles de 30) en un seul passage, il faut une DZ de plus de 2 km de long (50 m entre paras d'un même stick/câble + distance de sécurité).
Plusieurs avions peuvent se succéder au-dessus de la même DZ et l'on peut avoir 3 « couches » de parachutistes en l'air en même temps.
Le parachutage en mer ou sur des plans d'eau existe pour les nageurs de combat ou les plongeurs militaires de l'Armée de terre. Ces derniers utilisent toutefois le plus souvent des parachutes à ouverture commandée.

### Parachutage humain avec ouverture commandée

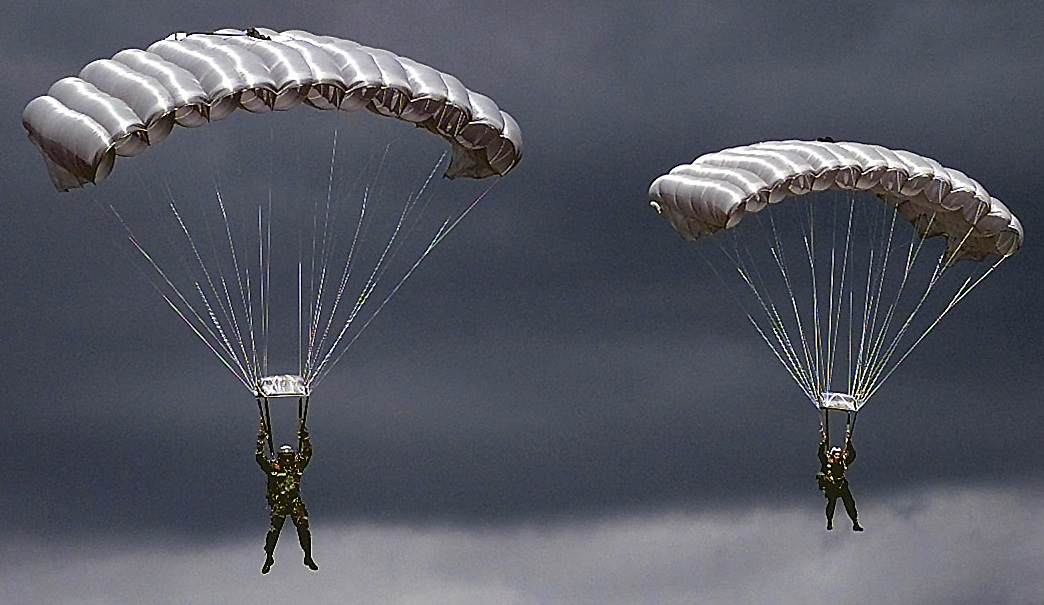
Dérive sous voile de deux chuteurs ops.
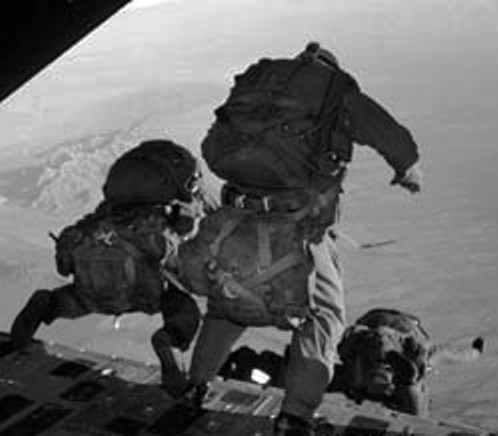
Sauts avec ouverture commandée d'un Hercules C-130 à 25 000 pieds au-dessus du désert de l'Arizona de militaires américains lors d'un exercice.
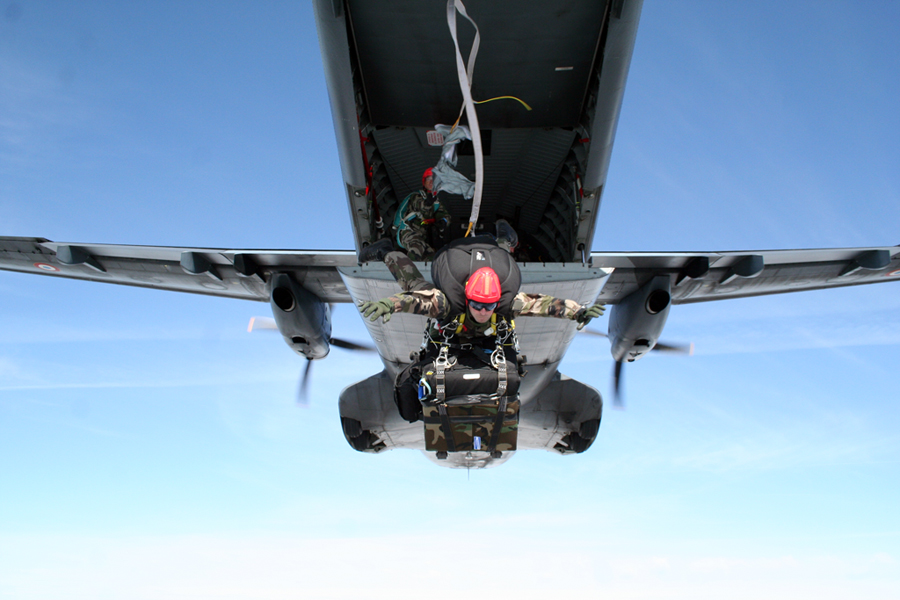
Saut opérationnel d'un GCP du 1er régiment de hussards parachutistes.
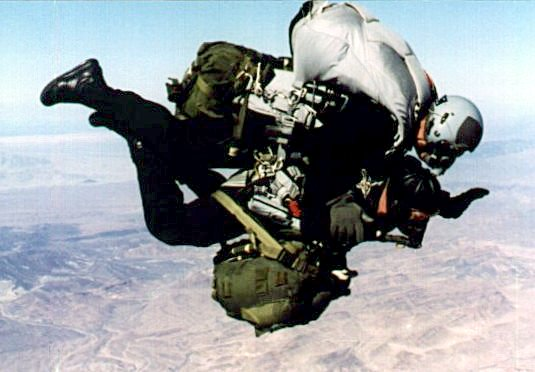
Saut en tandem : un « passager » est accroché sous le parachutiste.

### Concept
Dans le saut à ouverture commandée, c'est le parachutiste qui déclenche l'ouverture de son parachute en tirant sur une poignée. Le parachutiste choisit donc l'altitude à laquelle il ouvre son parachute. Il en découle deux techniques : HAHO et HALO. Actuellement, les parachutes utilisés sont du type aile car ces parachutes sont beaucoup plus manœuvrables. Le parachutage à ouverture commandée est principalement utilisé par les forces spéciales. Le largage à haute altitude permet plus de discrétion.
Les civils font de la chute libre, les militaires font de la chute opérationnelle. Cette dernière se distingue de la première par une altitude beaucoup plus haute, un saut avec matériel et souvent appareil respiratoire, l'entraînement au saut de nuit. Les appareils de vision nocturne et de navigation (GPS) ont beaucoup facilité ce type de saut.
Des militaires pratiquent également le saut en tandem (bien connu dans les initiations parachutistes pour civils). Le but est de pouvoir amener à un endroit particulier un « spécialiste » non parachutiste dans le cadre d'une mission spéciale. Dans cette technique, le spécialiste est accroché à l'avant du parachutiste. Le parachute employé est un « tout dans le dos », c'est-à-dire que le parachute principal et le parachute de réserve se trouvent tous les deux dans le dos du parachutiste.

#### HAHO
HAHO signifie « High Altitude High Opening ». Le largage et l'ouverture du parachute se font à haute altitude. Le fait d'ouvrir le parachute à haute altitude permet de « planer » et d'atterrir très loin du point de largage. Ainsi, par exemple, après un saut à 8 000 mètres, un parachutiste peut parcourir une distance horizontale de plus de 30 km. Le largage peut même se faire à 10 000 m. À partir de 4 000 m, le parachutiste doit être équipé d'oxygène et de « vêtements chauds ». Cette technique permet de faire ce que l'on appelle de « l'infiltration sous voile ». Pendant la descente, les hommes sont reliés entre eux par radio, mais ne l'emploient que si nécessaire.

#### HALO
HALO signifie « High Altitude Low Opening ». Le largage se fait à haute altitude et le parachutiste n'ouvre son parachute qu'après une longue chute libre. Cette technique permet une mise en place très discrète. Alourdis par leur matériel, les chuteurs opérationnels atteignent la vitesse de 65 m/s (soit 234 km/h) ; ils tirent la poignée à minimum 700 mètres du sol ce qui donne une ouverture complète du parachute à 600 m. Cette petite marge de sécurité leur permet d'utiliser leur réserve en cas de problème d'ouverture.

### Parachutage de matériel et d'approvisionnement

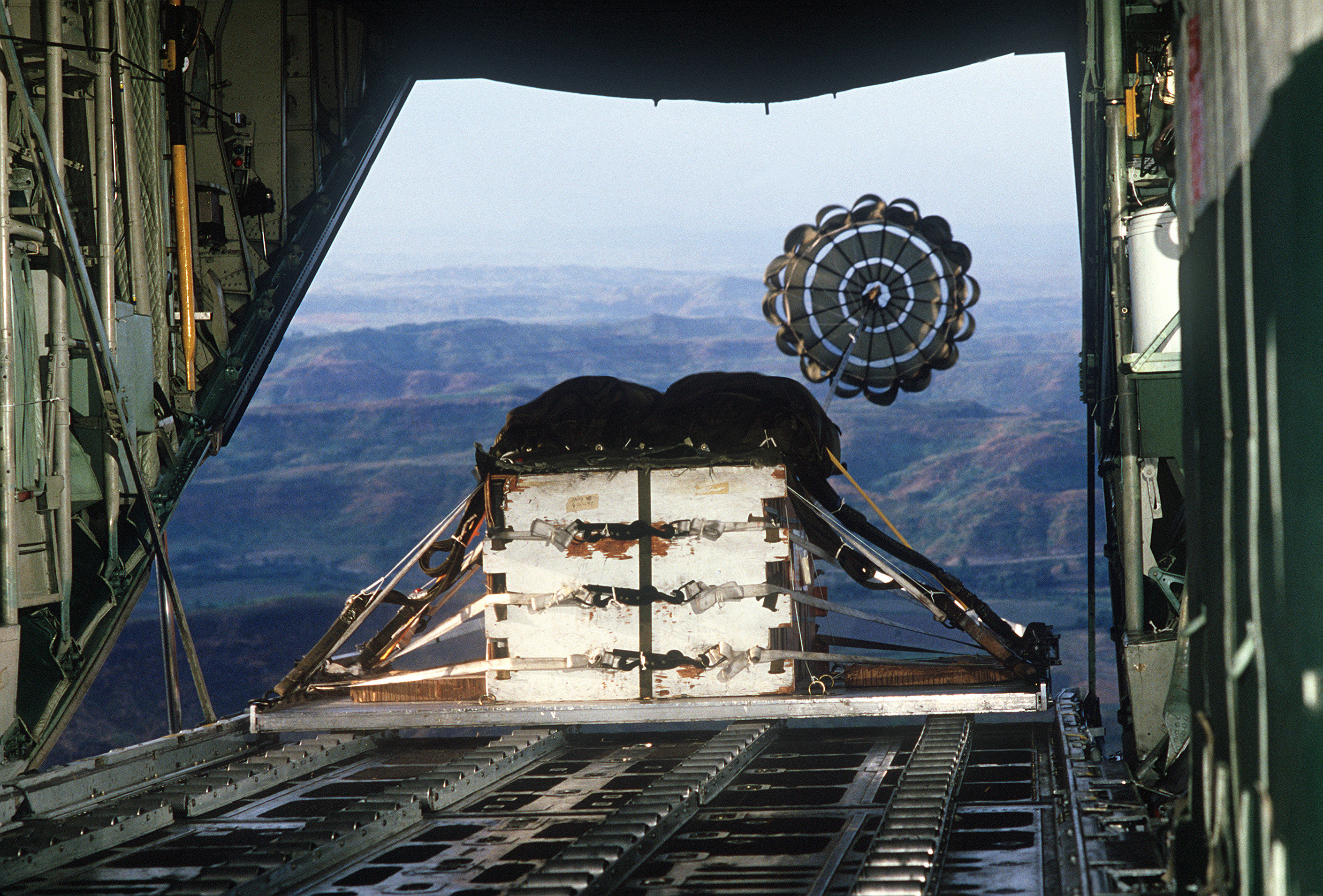
Palette sur le point d’être parachutée d’un Hercules C-130.

Pour le largage aérien de matériel ou d'approvisionnement, le plancher de l'avion est généralement équipé de rouleaux. Dans ce cas, les matériels ou approvisionnements sont fixés sur des plates-formes, ce qui facilite leur mouvement sur le « tapis roulant » lors de leur largage. La sortie se fait, bien entendu, par l'arrière de l'avion qui est ouvert un peu avant le parachutage.

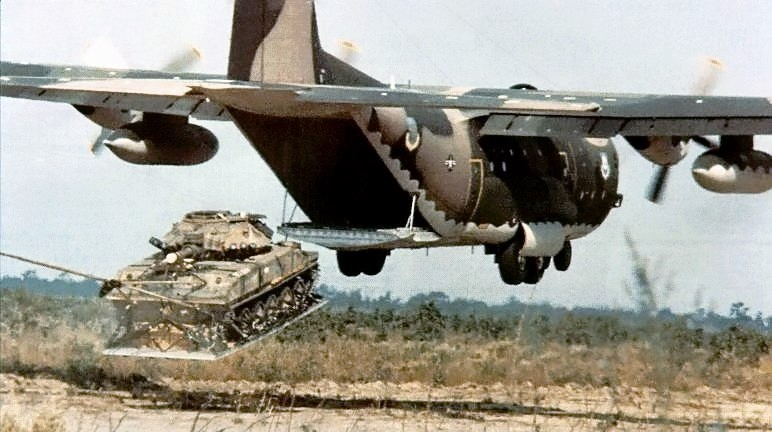
Un M551 Sheridan largué à très basse altitude depuis un Hercules.

Il existe différentes techniques pour faire sortir les plates-formes de l'avion. L'avion peut, par exemple, se cabrer et l'extraction se fait alors par gravité. On peut aussi projeter à l'extérieur un parachute extracteur qui tire la charge hors du cargo. Les charges d'un même avion peuvent être reliées temporairement entre elles pour provoquer une extraction en chaîne.
À partir d'un avion C-130, il est ainsi possible de larguer par exemple soit trois jeeps, soit deux camionnettes ou deux blindés légers, soit 16 colis d'une tonne, etc. Les plates-formes sont suspendues à des parachutes de grande taille. Lors de l'arrivée au sol, un système de décrochage permet de libérer automatiquement les voilures afin que celles-ci ne fassent pas basculer la plate-forme.
Une technique spectaculaire et redoutablement efficace est le largage TFH (très faible hauteur) consistant à effectuer un largage à une altitude sol de deux mètres sans parachute proprement dit mais uniquement un parachute extracteur. Les charges étant disposées sur des palettes et amorties par des cartons.
Actuellement, on peut utiliser des parachutes rectangulaires (ailes) pour effectuer un largage de matériel avec précision. L'aile est alors téléguidée par un opérateur à partir du sol.

## Symbolique
Les unités parachutistes dégagent traditionnellement l'image de troupes d'élite. Elles possèdent une symbolique propre et forte. Cette symbolique est d'autant plus importante que le parachutisme militaire est jeune dans les forces armées. Ces troupes se sont donné une identité dépourvue de base historique longue.
Cette symbolique se donne la double vocation de renforcer la cohésion et la solidarité, nécessaires aux actions particulières des troupes aéroportées et d'assurer l'attraction forte nécessaire au recrutement permanent de ce type d'unité (par exemple : la Pegasus Company au Royaume-Uni).

### Béret
Dans la majorité des unités de parachutistes militaires la coiffe est le béret rouge (appelé amarante en France, marron au Royaume-Uni). Il comporte de notables exceptions : ce choix de coiffe ne concerne pas  l'ensemble des parachutistes militaires du monde. En souvenir de leurs morts pendant la bataille d'Arnhem, en septembre 1944, les parachutistes anglais et français ont ajouté un ruban noir à leur béret, qui subsiste aujourd'hui.

### Insignes
Outre la toile de parachute déployée, les insignes parachutistes présentent souvent des ailes, symbole classique de la dimension aérienne, comme de la puissance. Elles évoquent également soit leur Saint patron : l'Archange Michel, soit celles de l'ibis sacré de la déesse Isis, choisies par les premiers parachutistes anglais. Il est possible d'y voir une allusion au tragique et funeste mythe d'Icare[réf. nécessaire].
Ils mentionnent souvent la dague, arme blanche courte, coutumière des parachutistes depuis la Seconde Guerre mondiale. Ces troupes utilisent abondamment des couteaux de combat. Pointe vers le bas, il évoque les commandos, eux-mêmes généralement parachutistes.
Ils emploient fréquemment l'étoile, symbole de l'espace, du voyage et de la protection.
En outre, les insignes parachutistes peuvent comporter : 
- des végétaux : laurier, chêne ;
- des animaux, en particulier des rapaces.

Exemples :
- Brevets parachutistes militaires français
- Parachutist Badge (United Kingdom)
- Insigne des parachutistes de l'armée allemande

### Saint Patron
Dans certaines forces armées (notamment dans les pays de tradition catholique), il est d'usage que les armes ou les unités aient un saint patron. Celui des parachutistes français est l'archange saint Michel, chef des armées de Dieu. Il est souvent représenté armé d'une épée, terrassant un dragon, qui fait écho au parachutisme militaire.
Dans les unités parachutistes françaises, il est d'usage d'utiliser le cri de ralliement « Et par saint Michel, vive les paras ! » (voir l'article de Saint-Michel).
La fête de la Saint-Michel (et donc : des parachutistes en France) est le 29 septembre. Elle donne lieu à des cérémonies ou à des manifestations.

### Unités célèbres
- 1re armée aéroportée alliée
- Special Air Service (SAS)
- XVIIIe corps aéroporté américain, 82e division aéroportée, 101e division aéroportée, 173e brigade aéroportée américaine
- 1re brigade indépendante de parachutistes
- 13eRDP, 1er RCP, CPA 10, 1er RPIMa, 3e RPIMa, 1er RHP, 8e RPIMa, 2e REP et liste des unités parachutistes françaises
- Régiment Para-Commando, Special Forces Group de l'armée belge
- Fallschirmjäger
- Teishin Shudan
- /  VDV
- Régiment aéroporté canadien
- Brigade parachutistes Folgore
- Chine 15e corps d'armée aéroporté
- Brigade d'infanterie parachutiste (Espagne) BRIPAC.

### Histoire
- Musée des parachutistes de Pau
- Histoire des paras